# Сан-Бернард (река)
Сан-Бернард (англ. San Bernard River) — река на юге штата Техас (США), впадающая в Мексиканский залив. Длина реки составляет 193 км.

## География
Исток реки Сан-Бернард находится на севере округа Колорадо (Техас), вблизи границы с округом Остин, немного южнее населённого пункта Нью-Алм, на высоте около 126 м (по другим данным, исток находится на юго-западе округа Остин). После этого река течёт в юго-восточном направлении, протекая по округам Колорадо, Остин, Уортон, Форт-Бенд и Бразория (Техас). На своём пути река Сан-Бернард полностью или частично образует границы между округами Колорадо и Остин, Остин и Уортон, а также Уортон и Форт-Бенд. Река протекает вблизи городов Уоллис, Кендлтон, Суини и Бразория. После пересечения с Береговым каналом река впадает в Мексиканский залив в округе Бразория, в районе озёр Сидар (Cedar Lakes).
Площадь водосборного бассейна реки Сан-Бернард — около 2330 км². На севере и востоке он ограничен бассейном реки Бразос, а на западе и юге — бассейнами рек Колорадо и Кейни-Крик. Основными притоками реки Сан-Бернард являются Литл-Сан-Бернард (правый приток, впадает на высоте 61 м), Каушатта-Крик (правый приток, 50 м), Ист-Бернард-Крик (левый приток, 38 м), Мидл-Бернард-Крик (правый приток, 30 м), Уэст-Бернард-Крик (правый приток, 16 м), Пич-Крик (правый приток, 15 м), Маунд-Крик (левый приток, 6 м), Белл-Крик (левый приток, 4 м), Мак-Нил-Байю (McNeal Bayou) и Редфиш-Байю (Redfish Bayou).

## Фауна
В реке Сан-Бернард водятся панцирниковые (Lepisosteidae), карповые (Cyprinidae), чукучановые (Catostomidae), центрарховые (Centrarchidae), икталуровые (Ictaluridae) и другие рыбы.

## История
В 1929 году на границе округов Уортон и Форт-Бенд на реке Сан-Бернард была построена плотина и было образовано водохранилище Нью-Галф (New Gulf Reservoir).
В 1969 году в районе нижнего течения реки был образован национальный резерват дикой природы Сан-Бернард. 